# Diencefal
Diencefalul (sau intercreierul  ) este o diviziune a creierului anterior ( prozencefalul embrionar) și este situat între telencefalul și creierul mediu ( mezencefalul embrionar). Diencefalul a fost cunoscut și sub denumirea de „ tweenbrain ” în literatura mai veche.  Se compune din structuri care sunt de ambele părți ale celui de-al treilea ventricul, inclusiv talamusul, hipotalamusul, epitalamusul, subtalamusul si metatalamus. 
Diencefalul este una dintre principalele vezicule ale creierului formate în timpul embriogenezeii. În timpul celei de-a treia săptămâni de dezvoltare se creează un tub neural din ectoderm, unul dintre cele trei straturi germinale primare. Tubul formează trei vezicule principale în a treia săptămână de dezvoltare: prosencefalul, mezencefalul și rombencefalul.Prosencefalul se împarte treptat în telencefal și diencefal.

## Anatomie
Diencefalul este format din următoarele structuri:
- talamus
- hipotalamus incluzând hipofiza posterioară
- epitalamus care constă din:
  - nucleii paraventriculari anteriori și posteriori
  - nucleii habenulari mediali și laterali
  - stria medullaris thalami
  - comisura posterioară
  - corpul pineal
- subtalamus

### Atașamente
Nervul optic (CNII) se atașează la diencefal. Nervul optic este un nerv senzorial (aferent) responsabil pentru vedere; trece de la ochi prin canalul optic în craniu și se atașează la diencefal. Retina în sine este derivată din cupa optică, o parte a diencefalului embrionar.

## Fiziologie
Diencefalul este regiunea tubului neural al vertebratelor embrionare care dă naștere la structuri anterioare ale creierului, incluzând talamusul, hipotalamusul, porțiunea posterioară a glandei pituitare și glanda pineală. Diencefalul cuprinde o cavitate numită al treilea ventricul. Talamusul servește ca centru releu pentru impulsurile senzoriale și motorii între măduva spinării și medulla oblongata și cerebrum. Recunoaște impulsurile senzoriale de căldură, frig, durere, presiune etc. Podeaua celui de-al treilea ventricul se numește hipotalamus. Are centre de control pentru controlul mișcării ochilor și a răspunsurilor auditive.

## Imagini suplimentare

Diagrama care descrie principalele subdiviziuni ale creierului vertebrat embrionar. Aceste regiuni se vor diferenția ulterior în structuri de creier anterior, creier mediu și creier posterior.
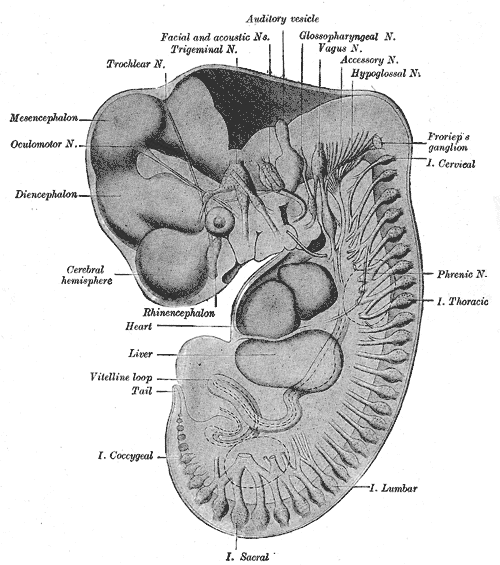
Reconstrucția nervilor periferici a unui embrion uman de 10.2 mm (Eticheta pentru Diencephalon este la stânga.)